# Chrysobalanus venezuelanus
Chrysobalanus venezuelanus är en tvåhjärtbladig växtart som beskrevs av Ghillean `Iain' Tolmie Prance. Chrysobalanus venezuelanus ingår i släktet Chrysobalanus och familjen Chrysobalanaceae. Inga underarter finns listade i Catalogue of Life.